# Remember (песня Disturbed)
«Remember» — сингл американской рок-группы Disturbed. Песня была выпущена 3 декабря 2002 года как второй сингл от их второго студийного альбома Believe. Вокалист Дэвид Дрейман говорит, что песня — является его любимой от первых двух альбомов Disturbed.

## Видео музыки
Было сделано два варианта видеоклипа. Первый вариант это запись с концерта группы, и второй с группой, играющей на маленькой площадке рядом с экранами находящимися позади них, который показывают слова и моменты, которые размышляют над песней.

## Список композиций

### CD 1
1. «Remember» — 4:07
2. «Remember» (Live) — 4:22
3. «Rise» (Live) — 4:10

### CD 2
1. «Remember» — 4:07
2. «Bound» (Live) — 3:58
3. «Mistress» (Live) — 3:51

### «7» vinyl
1. «Remember» — 4:07
2. «Remember» (Live) — 4:22

### Японская версия
1. «Remember» — 4:10
2. «Remember» (Live) — 4:24
3. «Rise» (Live) — 4:09
4. «Bound» (Live) — 3:53

## Позиция в чарте
| Год  | Чарт                         | Позиция |
| ---- | ---------------------------- | ------- |
| 2002 | США (Mainstream Rock Tracks) | 6       |
| 2002 | США (Modern Rock Tracks)     | 22      |